# Кристиансен, Сигурд
Сигурд Кристиансен (норв. Sigurd Christiansen; 17 ноября 1891, Драммен — 23 октября 1947, там же) — норвежский писатель
 и драматург.

## Биография
С 1915 года работал почтовым экспедитором, в 1937–1945 годах — почтовым служащим в Драммене.

## Творчество
Произведения С. Кристиансена являются одними из самых значительных в норвежской литературе XX-го века.
Творческую деятельность начал в 1915 году романом «Сейрен». Литературным прорывом автора стала трилогия «Indgangen» (1925), «Sverdene» (1927) и «Riket» (1929).
В психологической драме «Путешествие в ночь» (1930, Норвежский национальный театр) С. Кристиансен критикует моральную беспринципность, характерную для мелкобуржуазной среды. Комедия «Океан добродетели» (1932, Национальный театр) отображает лицемерие и бесчеловечность, царящие в зажиточных кварталах провинциального городка. С. Кристиансен написал также псевдоисторическую драму «Александр Павлович» (1946, Национальный театр) о предсмертном раскаянии русского императора под влиянием религиозного экстаза.
Его роман To levende og en død (1931) послужил основой для трёх фильмов: норвежского , чехословацкого и британо-шведского.
В 1931 году С. Кристиансен выиграл литературную премию Норвегии и Северной Европы (Gyldendal's Endowment).

## Избранные произведения
- Seieren (1915)
- Thomas Hergel (1917)
- Vort eget liv (1918)
- Offerdøden (1919)
- Døperen (1921)
- Blodet (1923)
- Indgangen (1925)
- Edmund Jahr (1926)
- Sverdene (1927)
- Riket (1929)
- To levende og en død (1931)
- En reise i natten (1931)
- Dydens have (1932)
- Agner i stormen (1933)
- Drømmen og livet (1935)
- Det ensomme hjerte (1938)
- Mannen fra bensinstasjonen
- Menneskenes lodd (1945)